# Харрис, Сеймур
Сеймур Эдвин Харрис (англ. Seymour Edwin Harris; 8 сентября 1897, Нью-Йорк, США — 1974) — американский экономист, представитель кейнсианства.
Окончил Гарвардский университет (1920), где преподавал в 1922—1964 (с 1945 профессор), в 1955—1959 возглавлял департамент экономики. В 1926 получил степень доктора философии в Гарвардском университете. В 1964—1972 профессор экономики Калифорнийского университета в Сан-Диего. Редактор журнала «Review of Economics and Statistics» (1943—1964).
Неоднократно выступал консультантом правительственных учреждений (Министерства финансов, Национального совета по сохранению ресурсов и др.). В 1954—1956 главный экономический советник сенатора Эдлая Стивенсона. Затем главный экономический советник сенатора Джона Кеннеди. В 1961 году был назначен главным экономическим консультантом министра финансов Дугласа Диллона. Был главным экономическим советником администрации Линдона Джонсона.
Основные труды по общим проблемам функционирования экономики и её регулирования, проблемам антикризисной и антиинфляционной политики. Обосновывал возможность обеспечения долгосрочных устойчивых темпов роста экономики США за счёт проведения политики активного вмешательства государства в экономику.
Ввёл в научный оборот понятие «мобилизационная экономика» в 1950 году в работе «Инфляция и антиинфляционная политика американских штатов».
В 1923 женился, в 1968 овдовел.

## Сочинения
- The Assignats, Cambridge, 1930;
- Saving American capitalism, N. Y., 1948;
- Inflation and anti-inflationary policies of American states, N. Y., 1950;
- Economics of mobilization and inflation, 1951;
- J. M. Keynes. Economist and policy maker, N. Y., 1955;
- The dollar in crisis, N. Y., 1961;
- Economics of the Kennedy years, N. Y., 1964;
- Statistical portrait of higher education, N. Y., 1972.
- Economics of Healthcare: Finance and delivery, 1975.